# Myrtille Bastard
Pour les articles homonymes, voir Bastard.
Myrtille Bastard, née le 27 septembre 1985 à Dijon, est une auteure française de fantasy et fantastique.

## Biographie
Myrtille Bastard est née et a vécu en Bourgogne. Elle a obtenu un diplôme d'études théâtrales au conservatoire d'art dramatique d'Avignon en 2006. Elle est comédienne. Elle a commencé à écrire en 2005, en premier lieu des pièces de théâtre. Elle est aussi harpiste et cinéaste.
Elle vit en couple avec un comédien et réalisateur.

## Publications littéraires

### Romans

#### Série«Âhni»
- Genèses - Livre I (2020), éditions Alter Real, fantasy épique.
- Genèses - Livre II (2020), éditions Alter Real, fantasy épique.
- Le Souffle de la déesse (2021), éditions Alter Real, fantasy épique.
- Les Enfants du Père (2021), éditions Alter Real, fantasy épique.

#### Série«La Guilde du Charivari»
- La Naissance de la Guilde (2022), éditions Lansdalls, fantasy jeunesse illustrée.
- Le Dragon du gouffre sans retour (2023), éditions Lansdalls, fantasy jeunesse illustrée.
- L'Ogre des bois sifflants (2023), éditions Lansdalls, fantasy jeunesse illustrée.
- Le Cercle de fées (2024), éditions Lansdalls, fantasy jeunesse illustrée.
- Le Puits hanté de Roche-Percée (2024), éditions Lansdalls, fantasy jeunesse illustrée.

#### Série«Naïs, détective malgré elle»
- Disparition, vodka et macarons (2023), éditions Alter Real, Cosy mystery

#### Série«Tryna Jones»
- Marques magiques (2022), éditions Alter Real
- Marques démoniaques (2023), éditions Alter Real
- Marques rebelles (2023), éditions Alter Real
- Marques rebelles (2025), éditions Alter Real

#### Romans indépendants
- Loba (2019), éditions Alter Real[3].
- Un Chat, deux sapins et beaucoup de complications ! (2022), éditions Alter Real[4], romance de Noël.
- Xtreme Lovers éditions Alter Real (2024)[5], romance sportive new adult.

### Nouvelles
- Chez Lucius, Dieux, Lares et Génies, 2016, anthologie Antiqu'idées (éd. imaJn'ère)[6].
- Aqua Memoria, 2017, anthologie Au fil de l'eau (éd. imaJn'ère)[7].
- La Passeuse d’âmes, 2019[8].

### Théâtre
- Baraï chomast, Fragments de femmes, 2010, pièce de Théâtre (éd. MPE).
- C'est comme ça... Parce que!, 2011, pièce de Théâtre jeunesse (éd. MPE).

## Musique
- CD de harpe celtique, Matkalla, 2012, produit par la compagnie Afikamaya[2].

## Cinéaste
- Mariama sorti en 2008 avec Éric Tellène et produit par Les Films du projectionniste
- Ses Yeux sorti en 2012 et produit par La Porte d'à côté (en tant que scénariste et réalisatrice)

## Prix
- « Auteur Coup de Cœur 2024 » Salon les Appaméennes du Livre, Salon du Livre de Pamiers[9]
- « Award Alter Real de l'héroïne badasse 2024 » pour la série Tryna Jones[réf. nécessaire]
- « Award Alter Real du roman le plus drôle 2023 » pour Un chat, deux sapins et beaucoup de complications ![réf. nécessaire]
- Prix ImaJn'ère d'Angers (lauréate en 2016, 2017 et 2019)[réf. nécessaire]
- Prix du scénario au festival de Triel-sur-Seine en 2012 pour le film Ses Yeux (scénariste et réalisatrice)[réf. nécessaire]